# لو شیوژی
لو شیوژی (انگلیسی: Lü Xiuzhi؛ زادهٔ ۲۶ اکتبر ۱۹۹۳) دونده زن اهل چین است.